# 関東平野北西縁断層帯

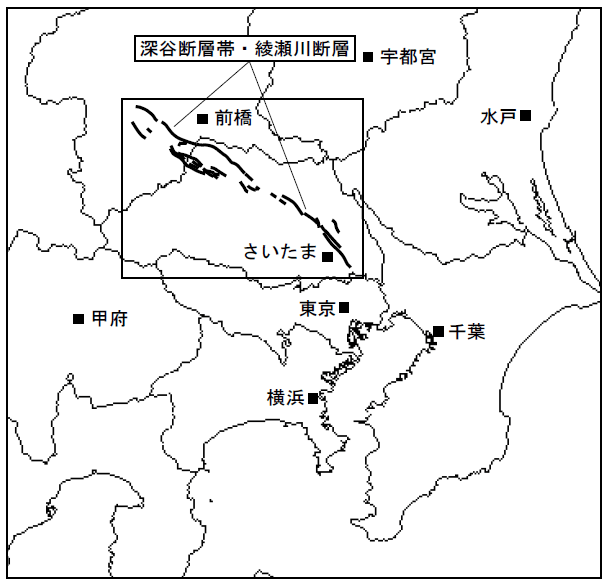
関東平野北西縁断層帯の位置

関東平野北西縁断層帯（かんとうへいやほくせいえんだんそうたい）は、関東平野北西部と関東山地との境界付近からさいたま市見沼区および岩槻区にかけて分布する活断層帯である。

## 概要
ほぼ並行する深谷断層帯と綾瀬川断層帯によって構成される断層帯である。想定される地震の発生確率は低い。
深谷断層帯
- 長さ約69km程度。南西側が北東側に対して相対的に隆起する逆断層と推定される。深谷断層と副次的な断層群で構成され、群馬県高崎市上里見から安中市東部、高崎市、藤岡市、児玉郡上里町、神川町、美里町、埼玉県本庄市、深谷市、熊谷市などを経て、鴻巣市に至る。概ね北西 - 南東方向に延びる。また、南西側には、磯部断層、平井断層、神川断層、櫛挽断層、江南断層の北東側隆起の副次的な断層がある。

綾瀬川断層帯
- 長さ約30km程度。埼玉県鴻巣市から北本市、桶川市、北足立郡伊奈町、上尾市、蓮田市、さいたま市見沼区・岩槻区にかけて存在し、概ね北西－南東方向に延びる。

本断層は、伊奈町付近を境に鴻巣－伊奈区間(19km)と伊奈－岩槻区間(10km)に分けられる。南西側が北東側に対して相対的に隆起する逆断層と推定される。断層形態、ずれの向きは不明である。

## 将来の活動
深谷断層帯
- 地震の規模：M 7.9 程度
- 地震発生確率：30年以内に、ほぼ 0% から 0.008%
- 平均活動間隔：1万年から2万5千年程度
- 最新活動時期：約6200年前から5800年前

綾瀬川断層帯
- 地震の規模
  - 綾瀬川断層全体が同時に活動する場合：M 7.5 程度
  - 綾瀬川断層全体と深谷断層帯全体が同時に活動する場合：M 8.0 程度
- 鴻巣－伊奈区間
  - 地震の規模：M 7.0 程度
  - 地震発生確率：30年以内に、ほぼ0%
  - 地震後経過率：0.1 - 0.3
  - 平均活動間隔：4万5千年－7万1千年程度
  - 最新活動時期：約1万5千年前以後、約9000年前以前
- 伊奈－岩槻区間
  - 地震の規模：M 7.0 程度
  - 地震発生確率：不明
  - 地震後経過率：不明
  - 平均活動間隔：不明
  - 最新活動時期：不明